# Talübergang Kasern
Der Talübergang Kasern ist eine 143 m lange und 17 m hohe Brücke der österreichischen  Westautobahn A1 im Bereich der Stadt Salzburg. Der ursprüngliche Bau aus den Jahren um 1940 wurde 2011/2012 neu errichtet. Die Brücke ist Teil der Autobahnabfahrt Salzburg-Nord.

## Lage und Konstruktion
Die Brücke befindet sich 3,6 km nordnordöstlich der Salzburger Altstadt und unmittelbar westlich der Autobahn-Raststation Kasern bei Autobahnkilometer 289,0. Sie liegt im Grenzbereich der Salzburger Stadtteile Kasern im Norden und Itzling im Süden. Der Talübergang Kasern gehört zum östlichen Teil der Autobahnabfahrt Salzburg-Nord. Er verbindet die untere Hanglage eines Plainberg-Ausläufers auf der Westseite mit der ersten Anhöhe des Nußdorfer Hügels im Osten und stellt somit geländebedingt keinen wirklich markanten Talübergang dar.
Die Brückenkonstruktion besteht aus vier einzelnen Tragwerken, zwei für die Hauptfahrbahnen der Autobahn und zwei für die Trassen der Ausfahrt, mit insgesamt neun Fahrspuren. Sie überquert mehrere Verkehrswege:
- die zweigleisige ÖBB-Trasse der Westbahn unweit des Salzburger Hauptbahnhofs
- die Schleifgleise zum Bahnhof Gnigl
- die innerstädtische Carl-Zuckmayer-Straße
- die Werkseinfahrt der Firma Palfinger Krane

Den Talübergang Kasern befahren täglich rund 85.000 bis 90.000 Kraftfahrzeuge (Stand von 2011/12).

## Geschichte
Errichtet wurde dieser Streckenabschnitt der Westautobahn samt Brücke ab dem Jahr 1938 als Teil der damaligen Reichsautobahn, die von München kommend nach Wien weiterführen sollte. Für den Bau der Straße wurden Insassen eines nahe gelegenen Arbeitslagers des nationalsozialistischen Reichsarbeitsdienstes in Bergheim herangezogen. Die Arbeiten kamen aufgrund der Kriegsumstände 1941 zum Erliegen. Die im Oberbau unvollendet gebliebene Brücke wurde erst um 1950 fertiggestellt. Die beiden Tragwerke für die Fahrspuren der Ausfahrt sind jüngeren Datums und im Zuge der Neugestaltung der Autobahnabfahrt Salzburg-Nord in den 1980er Jahren entstanden.
Statt einer fällig gewordenen Generalsanierung der ursprünglichen Brücke mit den Richtungsfahrbahnen wurde das Bauwerk nach einer Zwischensanierung im Jahr 2009 zwischen März 2011 und August 2012 neu errichtet: zuerst die Richtungsfahrbahn Wien (eröffnet am 27. November 2011), gefolgt von der Richtungsfahrbahn München (eröffnet 9. September 2012). Dabei wurden das alte 1200 Tonnen schwere Stahltragwerk und 1850 m³ Beton abgetragen und ein neues Stahlgerüst von 950 Tonnen aufgebaut. Im Zuge der Neugestaltung der Brücke wurden auch zwei Kilometer der östlich anschließenden Fahrbahn Richtung Wien bis nach dem Talübergang Söllheim generalsaniert. Ausgeführt wurden die Arbeiten von der Teerag-Asdag, einem Unternehmen der Porr.
Der Talübergang Kasern diente bekanntermaßen bereits mehrere Male als Wohnstätte für Menschen ohne festen Wohnsitz, darunter in einem Fall für eine ganze Familie, zuletzt für unterkunftslose Bettelmigranten. Die ASFINAG als Erhalter der Brücke sorgt in solchen Fällen für eine Räumung.